# Zeealant

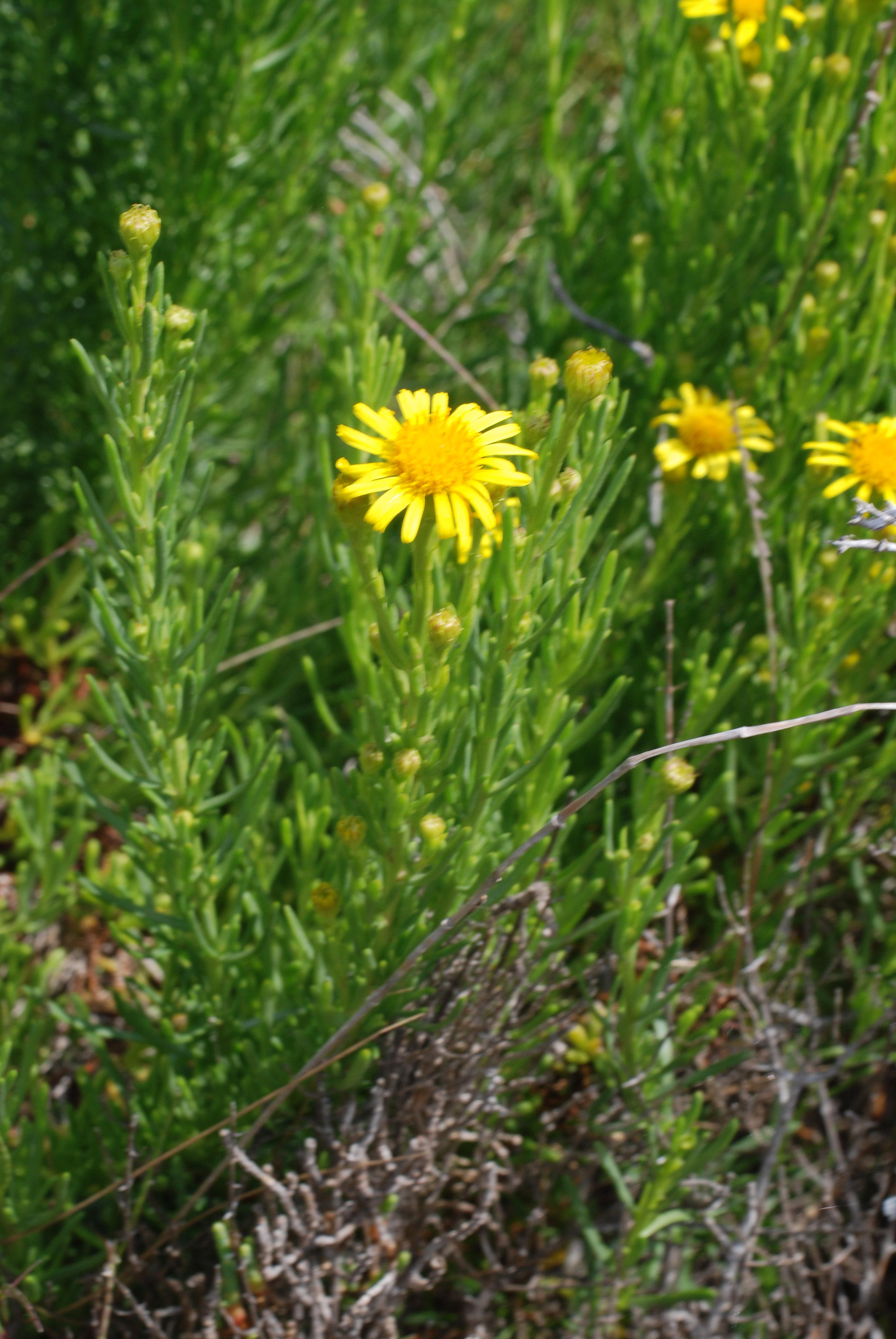
Inula crithmoides op Ibiza

De zeealant (Inula crithmoides of Limbarda crithmoides) is een tot 1 m hoog overblijvend kruid uit het geslacht alant dat in Europa en Azië voorkomt langs zoute moerassen en zeekliffen. De plant heeft smalle vlezige bladeren. De grote bloemhoofdjes hebben 6 schijnkroonbladen. De bloemen zijn hermafrodiet. Er kan zelfbevruchting optreden, maar bestuiving door bijen, kevers en vliegen is ook mogelijk. Jonge bladen kunnen gekookt en gegeten worden.
Het areaal breidt zich naar het noorden uit. In 2006 is de soort voor het eerst in Nederland aangetroffen, op de Kwade Hoek op Goeree. Daarna is de plant ook in het Waddengebied gevonden.